# Георгий II (царь Кахетии)
Георгий II (Авгиорги) (груз. გიორგი II, (ავგიორგი); 1469—1513) — царь Кахетии (1511—1513). Сын царя Александра I. Внук последнего царя объединенной Грузии Георгия VIII. Из династии Багратионов.

## Биография
Для захвата царского трона устроил заговор с убийством, убил собственного отца, после этого пленил младшего брата Деметре, впоследствии ослепив его (тому выжгли глаза по его приказу).
По словам царевича и историка Вахушти, Георгий «в непослушании устремился к царству отцовскому, чтобы удовлетворить желание свое» и «посреди поля в сражении убил отца Александра, царя кахов» и «пленил брата своего, Деметре, чтобы в Персию он не бежал», и «лишил глаз его» (хронист Бери Эгнаташвили пишет, что Георгий «выжег брату глаза»).
Георгий вошёл в историю как «Ав-Гиорги» (Злой Георгий).
Кахетинцы стесняются его по сей день: в списке кахетинских царей на стенде у замка Греми его имени нет.

## Семья
Его младший брат, царевич Деметре, находясь в изгнании стал родоначальником княжеской линии Багратион-Давитишвили.
В поколенной росписи князей Давыдовых указано,
На Грузинском царстве был царем после прапрародителей своих царей и прадеда, и деда, и отца своего царя Георгия царь Александр, а у него были два сына: царевич Георгий Александрович, царевич Димитрий Александрович. И царевич Георгий Александрович по жестокосердию своему отца своего, царя Александра Георгиевича убил досмерти, а у меньшего брата царевича Димитрия Александровича, выжег очи и дал ему удельные городы, а сам стал царствовать на грузинском царстве и царевич Димитрий Александрович ещё опасаясь его на себя всякого зла, оставя удел свой, отъехал к сроднику своему, к карталинскому царю. И карталинский царь дал ему удел же.
Таким образом, Георгий невольно стал виновником образования двух новых ветвей в династии Багратионов — князей Багратиони-Твалдамцвиришвили (они же Багратион-Давыдовы), и князей Багратион-Мухранских. Причем генеалогически князья Багратион-Давитишвили являются наиболее старшей ветвью этого рода.

## Как правитель
Георгий отличался жестокостью и деспотизмом в отношении населения Кахетии.

## Военные походы на Картли и гибель
Неоднократно осаждал Картли, в частности, пытался взять стратегически важную крепость Ксани.
Согласно одному преданию, после трёхмесячного противостояния Георгий II Злой в насмешку послал князю мухранскому Баграту I свежее вино, полагая, что осаждённые голодают. Получив взамен живого лосося из замкового пруда, Георгий II пришёл к выводу, что осада бесполезна, и отступил. Организовав очередной военный поход против Картли, был пойман в лесу и взят в плен князем Багратом Мухранбатони в той же крепости.
Из записей царевича Вахушти Багратиони:
И так как не переставал Ав-Гиорги разорять страну, предложили братья царю Давиду воспротивиться ему, а он отвечал: «из-за своего зла получит он возмездие, почему мы должны затеять смуту?» Однако Баграт, брат царя Давида сказал: «отнял он Кахети и ныне хочет отнять Картли», и выпросил в удел Мухрани и ущелья Арагви и Ксани с мохевэ и мтиулами под свою власть  и говорил Баграт «я стану врагом Ав-Гиорги». Тогда Давид был вынужден разрешить Баграту это. Выступил Баграт и построил в Мухрани Мтверскую крепость...
... и пришел Ав-Гиорги с большим войском, окружил пребывающего в крепости Баграта и теснил сильно три месяца Баграта. Послал тогда Ав-Гиорги Баграту кувшин с вином и велел сказать: «ты сын царя и уже много время не пил вина, так угощайся». А Баграт в колодце держал живого лосося, отослал его Ав-Гиорги и велел передать: «три месяца пребываешь на реке Ксани и не пробовал рыбу, угощайся, ибо живая она». Удивился Ав-Гиорги и поверил в изобилие пищи у осажденных и отступил, разорил страну и вернулся в Кахети...

... Затем вновь выступил Ав-Гиорги по обыкновению, ограбил Картли и, так как не боялся никого, отослал свои войска вперед, а сам с немногими людьми шел и забавлялся охотой. Тогда Баграт со своим войском проследил за нимв теснине Дзалиси, и когда туда подошел Ав-Гиорги, выбрав подходящее время, атаковал и истребил бывших с ним и захватил Ав-Гиорги и заключил его в Мтверской крепости лета Христова 1513, грузинского 201. Затем в том же году удавили его или умер.
Вскоре заточенный в Ксанской крепости, что находится в Мухрани, царь скончался (по некоторым источникам, удавлен по приказу Баграта Мухранбатони), оставив после себя 7-летнего наследника, царевича Левана, который был лучше, чем его отец.